# Byl Be Yao
Byl Be Yao es un deportista marfileño que compitió en taekwondo. Ganó una medalla de bronce en el Campeonato Mundial de Taekwondo de 1979, en la categoría de –78 kg.

## Palmarés internacional
| Campeonato Mundial | Campeonato Mundial | Campeonato Mundial | Campeonato Mundial |
| Año                | Lugar              | Medalla            | Categoría          |
| ------------------ | ------------------ | ------------------ | ------------------ |
| 1979               | Stuttgart (RFA)    | Medalla de bronce  | –78 kg             |